# So Long and Thanks for All the Shoes
So Long and Thanks for All the Shoes é o sétimo álbum de estúdio da banda NOFX, lançado a 21 de Outubro de 1997. O nome do álbum é provavelmente uma referência à série de livros de Douglas Adams, com a frase "So Long and Thanks for All the Fish" (título do quarto livro, em referência à mensagem final dos golfinhos ao deixarem a Terra antes de sua destruição) e ao fato de em seus shows os fãs atacarem seus sapatos no palco.
A música "It's My Job to Keep Punk Rock Elite" foi utilizada na abertura do MTV Sports, da MTV Brasil, em 2001 e 2002.

## Faixas
Todas as faixas por Fat Mike, exceto onde anotado.
1. "It's My Job to Keep Punk Rock Elite" – 1:21
2. "Kids of the K-Hole" – 2:17
3. "Murder the Government" – 0:46
4. "Monosyllabic Girl" – 0:55
5. "180 Degrees" – 2:10
6. "All His Suits Are Torn" – 2:19
7. "All Outta Angst" – 1:53
8. "I'm Telling Tim" – 1:17
9. "Champs Elysées" (Wilsh, Deighan, P Delanoë) – 2:02
10. "Dad's Bad News" – 2:02
11. "Kill Rock Stars" – 1:33
12. "Eat the Meek" – 3:32
13. "The Desperation's Gone" – 2:25
14. "Flossing a Dead Horse" – 1:46
15. "Quart in Session" – 1:38
16. "Falling in Love" – 5:13

## Paradas
Álbum
| Paradas (1997) | Melhor posição |
| -------------- | -------------- |
| Billboard 200  | 79             |

## Créditos
- Fat Mike - Vocal, baixo
- Eric Melvin - Guitarra
- El Hefe - Guitarra, trompete
- Erik Sandin - Bateria
- Serge Slovnik - Tuba, trombone
- Nate Albert - Guitarra
- Ryan Greene - Pandeireta
- Spike Slawson - Vocal de apoio